# Louis-Augustin Bosc d’Antic
Louis Augustin Guillaume Bosc, o Louis-Augustin Bosc d'Antic (29 de enero de 1759 - 10 de julio de 1828), fue un botánico, zoólogo de invertebrados y entomólogo francés.
Bosc fue el autor de Histoire naturelle des coquilles (Historia natural de las ostras) (1801-1802). Visitó Estados Unidos de 1798 a 1800.
Su colección de insectos es compartida entre el Museo de Historia Natural de Ginebra, el Muséum national d'histoire naturelle de París y el Museo de Historia Natural de Londres (colección de Louis Alexandre Auguste Chevrolat).

## Honores

### Eponimia
Géneros
- (Capparaceae) Boscia Lam. ex J.St.-Hil.[1]

- (Rutaceae) Boscia Thunb.[2]

Especies
- (Hydrocharitaceae) Limnobium bosci Rich.[3]

- (Poaceae) Dichanthelium boscii (Poir.) Gould & C.A.Clark[4]

- (Rosaceae) Sorbus × bosci Vivant ex Gamisans[5]
- La abreviatura «Bosc» se emplea para indicar a Louis-Augustin Bosc d’Antic como autoridad en la descripción y clasificación científica de los vegetales.[6]

## Abreviatura (zoología)
La abreviatura Bosc  se emplea para indicar a Louis-Augustin Bosc d’Antic como autoridad en la descripción y taxonomía en zoología.